# 謝哲
謝 哲（しゃ てつ、509年 - 567年）は、南朝梁から陳にかけての政治家。字は穎豫。本貫は陳郡陽夏県。

## 経歴
梁の右光禄大夫の謝譓（謝朏の子）の子として生まれた。秘書郎を初任とし、広陵郡太守に累進した。侯景の乱が起こると、広陵に寓居して老母を養った。陳霸先が京口から長江を渡って郭元建を迎えると、謝哲に応接の実務を任せた。陳霸先が南徐州刺史となると、謝哲は長史として召された。
承聖3年（554年）、江陵が西魏軍の侵攻を受けて陥落し、元帝が崩ずると、陳霸先は謝哲を使者として晋安王蕭方智に帝位につくよう求める勧進の上表をおこなった。蕭方智は謝哲を召して給事黄門侍郎に任じ、歩兵校尉を兼ねさせた。天成元年（555年）9月、貞陽侯蕭淵明が帝を称すると、謝哲は通直散騎常侍となり、東宮に仕えた。同年（紹泰元年）10月、敬帝蕭方智が即位すると、侍中を兼ねた。
永定元年（557年）、陳が建国されると、都官尚書・豫州大中正・吏部尚書となった。明威将軍・晋陵郡太守として出向し、入朝して中書令となった。永定3年（559年）、文帝が即位すると、太子詹事となった。明威将軍・衡陽郡内史として出向し、長沙郡太守に転じた。召還されて散騎常侍・中書令に任じられた。天康元年（566年）、廃帝が即位すると、前将軍を兼ねた。安成王陳頊が録尚書事となると、侍中・仁威将軍・司徒左長史に任じられたが、受けなかった。
光大元年（567年）、死去した。享年は59。侍中・中書監の位を追贈された。諡は康子といった。

## 伝記資料
- 『陳書』巻21 列伝第15
- 『南史』巻20 列伝第10